# Viva Las Vegas (film)
Viva Las Vegas è un film del 1964 diretto da George Sidney ed interpretato da Elvis Presley e Ann Margret.

## Trama
Lucky Jackson, pilota di auto da corsa, tenta la fortuna al casinò di Las Vegas e vince una discreta somma. Con il ricavato della fortuita vincita vorrebbe comprare un motore potente per poter partecipare al Gran Premio di Las Vegas con speranze di vittoria.
Durante un battibecco con Rusty, bella insegnante di nuoto che lo spinge in piscina, smarrisce il denaro vinto e deve adattarsi a fare il cameriere nell'hotel per poterne pagare il conto. Alla fine sarà proprio il padre di Rusty a prestare il danaro a Lucky per l'acquisto del motore, permettendo così al ragazzo di vincere la corsa e di sposare la ragazza.

## Colonna sonora
I brani del film: The Yellow Rose of Texas/The Eyes of Texas; The Lady Loves Me (cantato con Ann-Margret); What'd I Say; Viva Las Vegas; I Need Somebody to Lean On; Come On, Everybody; Today, Tomorrow and Forever; Santa Lucia; If You Think I Don't Need You; Appreciation (cantato da Ann-Margret); My Rival (cantato da Ann-Margret); The Climb (cantato da George MacFadden); Do The Vega; Night Life; You're The Boss; Today, Tomorrow and Forever.
Do The Vega, Night Life e You're The Boss sebbene registrati non vennero utilizzati nel film.
I brani della colonna sonora non vennero tutti pubblicati in un unico album, cosa che suscitò molte critiche e malumori.
If You Think I Don't Need You, I Need Somebody to Lean On, C'mon Everybody e Today, Tomorrow, and Forever vennero pubblicate all'epoca sull'EP Viva Las Vegas
What'd I Say e Viva Las Vegas vennero realizzati su singolo (47-8360).
Santa Lucia venne inclusa nel 1965 sull'LP Elvis for Everyone! (LPM/LSP 3450).
Night Life, Do the Vega e The Yellow Rose of Texas / The Eyes of Texas vennero pubblicate solo nel 1969 sull'album Elvis Sings Flaming Star (CAS 2324).
The Lady Loves Me venne pubblicata solo nel 1983 sulla raccolta "Elvis: A Legendary Performer Volume 4" (CLP1 4848).
You're the Boss rimase inedita fino al 1991 quando fu inclusa sulla raccolta "Elvis Sings Leiber & Stoller".
Today, Tomorrow and Forever nel duetto con Ann-Margret venne pubblicata per la prima volta nel 2002 nella raccolta box "Today, Tomorrow and Forever".
The Climb, il brano interpretato da George MacFadden (dei Jubilee Four), venne pubblicato ufficialmente per la prima volta nel 2018.
Infine i due brani interpretati dalla sola Ann-Margret: My Rival apparso la prima volta sull'album "The Many Moods of Ann-Margret" (1984); Appreciation pubblicato la prima volta su "Bachelor in Paradise: Cocktail Classics from MGM Films" (1996).
La colonna sonora venne più volte ristampata negli anni. Nel 1993 assieme a quella del film Il cantante del luna park (serie Double Feature); nel 2003 con l'aggiunta di versioni alternative; nel 2010 un'edizione con quasi tutti i brani del film.
Nel 2018 venne realizzata l'edizione definitiva come "The Viva Las Vegas Sessions", edizione in 3 CD con tutti i brani originali e molte versioni alternative.

## Produzione
Le riprese cominciarono il 15 luglio 1963 e terminarono il 16 settembre dello stesso anno. Le scene della corsa vennero girate senza sonoro e 43 effetti speciali audio furono inseriti nella fase di post-produzione.
Elvis e Ann-Margret si frequentarono parecchio, sia sul set che in privato, sviluppando qualcosa di più di un grande affiatamento e fornendo molti spunti di pettegolezzi alla stampa rosa. Negli anni seguenti, l'attrice affermò che il suo rapporto con Presley durò fino agli anni '70, sostenendo anche che il cantante giunse a proporle il matrimonio.

## Distribuzione
Fu il primo film di Elvis ad essere distribuito prima all'estero (Oriente, Europa) e poi negli Stati Uniti. Nel Regno Unito il film uscì con il titolo Love in Las Vegas a causa della contemporanea presenza nelle sale di un secondo film intitolato Viva Las Vegas completamente differente dal film di Presley.
A Gozo, isola facente parte di Malta, il film venne bandito in quanto giudicato indecente dalle autorità ecclesiastiche locali. Nell'isola di Malta, invece, venne proiettato regolarmente.

## Incassi
Il film incassò 4.675.000 dollari e per il 1964 fu 14° nella classifica degli incassi.